# Brett Hollister
Brett James Hollister (* 19. Mai 1966 in Rotorua) ist ein ehemaliger neuseeländischer Steuermann im Rudern.
Der 1,61 m große Brett Hollister vom Waikato Rowing Club in Hamilton steuerte bei den Ruder-Weltmeisterschaften 1983 in Duisburg den neuseeländischen Vierer mit Steuermann. Conrad Robertson, Gregory Johnston, Keith Trask, Leslie O’Connell und Brett Hollister gewannen den Titel vor den Booten aus der DDR und aus der UdSSR. Die Boote aus der DDR und aus der UdSSR waren bei den Olympischen Spielen 1984 in Los Angeles wegen des Olympiaboykotts nicht am Start. Allerdings war auch das neuseeländische Boot bis auf den Steuermann neu besetzt. Kevin Lawton, Donald Symon, Barrie Mabbott, Ross Tong und Hollister belegten im Vorlauf den dritten Platz hinter den Booten aus dem Vereinigten Königreich und den Vereinigten Staaten. Im Hoffnungslauf siegten die Neuseeländer vor dem US-Boot und dem Boot aus der Bundesrepublik Deutschland. Im Finale ergab sich auf den vorderen Plätzen der gleiche Einlauf wie im Vorlauf, es siegten die Briten vor der Mannschaft des Gastgeberlandes und den Neuseeländern. 1985 trat Hollister noch einmal bei den Weltmeisterschaften in Hazewinkel an, wo er mit dem neuseeländischen Achter den vierten Platz belegte.
Brett Hollister war von 2006 bis 2017 als Geschäftsführer der North Harbour Rugby Union für 10.000 Rugby-Union-Spieler zuständig.